# Коржиха (Білоцерківський район)
Коржи́ха — село в Україні, у Володарській селищній громаді Білоцерківського району Київської області. Розташоване за 36 км на захід від смт Володарка. Населення становить 40 осіб. 

## Історія
До 20 липня 1976 року село входило до складу Погребищенського району Вінницької області. 20 липня 1976 року виданий Указ Президії Верховної Ради УРСР "Про передачу села Коржиха Вінницької області до складу Київської області", відповідно до якого село Коржиха Борщагівської сільради Вінницької області разом з його землями в кількості 900,2 га передане до складу Володарського району Київської області.
28 липня 1976 року рішенням виконавчого комітету Київської обласної ради депутатів трудящих №316 "Про часткову зміну в адміністративно-територіальному поділі Володарського району", відповідно до Указу Президії Верховної Ради УРСР від 20 липня 1976 року "Про передачу села Коржиха Вінницької області до складу Київської області, село Коржиха, передане з Вінницької області, включене в облікові дані і підпорядковане Капустинській сільраді Володарського району.

## Галерея

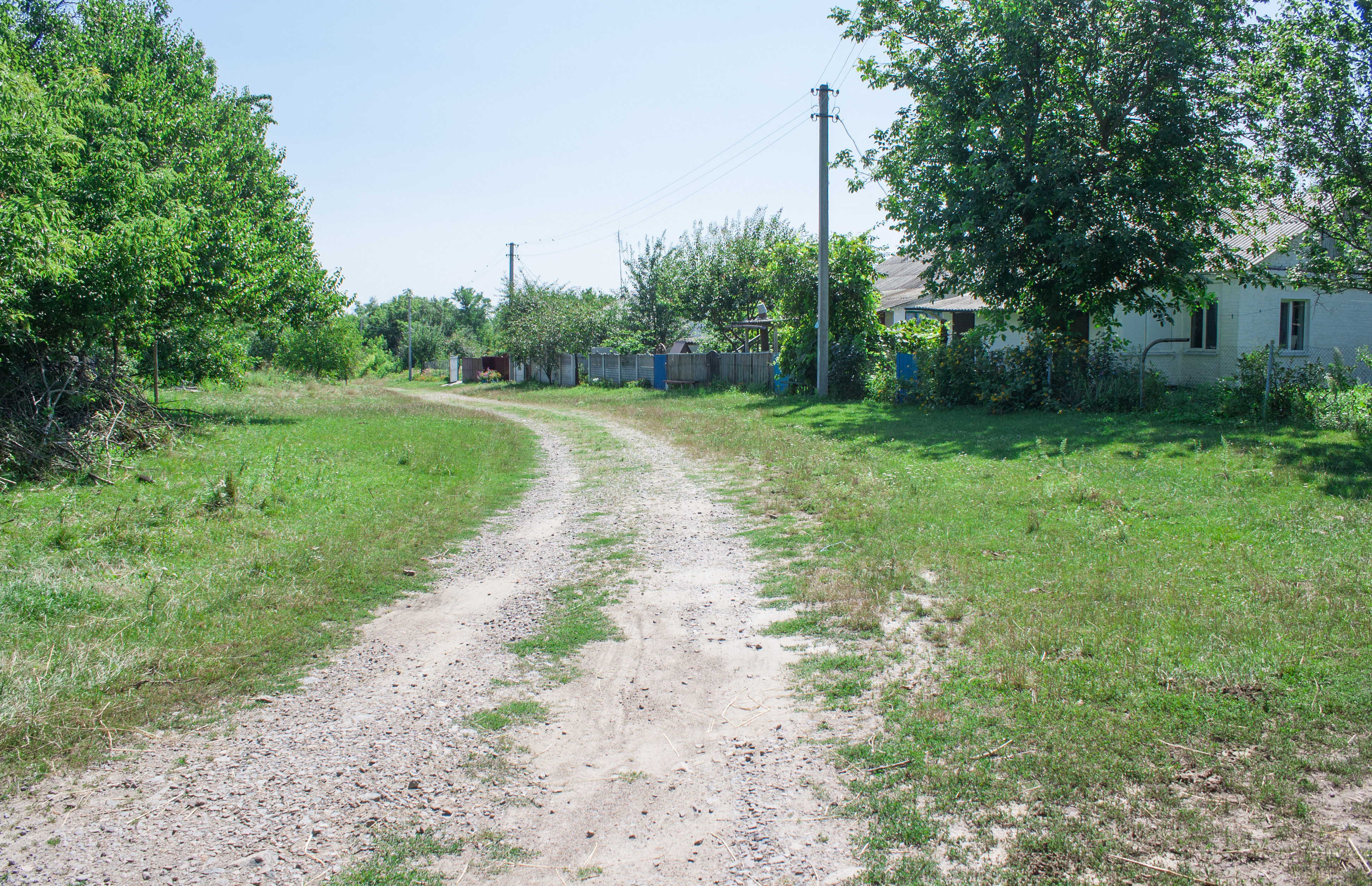
Вулиця
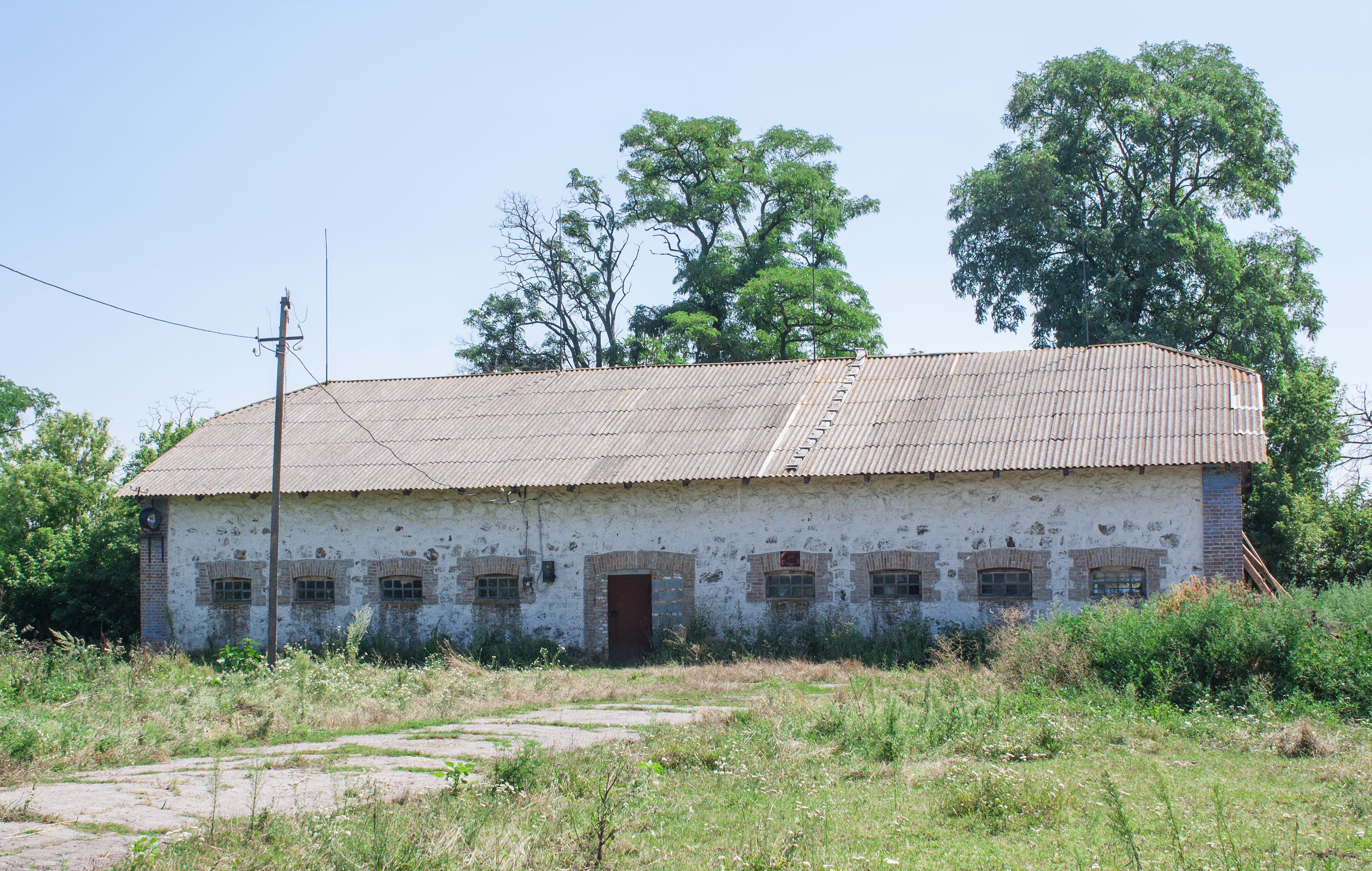
Господарська будівля